# Ajdovkanski slijepac
Ajdovkanski slijepac (latinski: Anophthalmus ajdovskanus; varijanta Anophthalmus aidovskanus) hrvatska je i slovenska endemična vrsta trčka koja pripada rodu Anophthalmus.

## Podvrste
Opisano je 6 podvrsta:
- Anophthalmus ajdovskanus subsp. concubinus G. Müller, 1931. – prisutna u Sloveniji
- Anophthalmus ajdovskanus subsp. gorjancensis Daffner, 1996. – prisutna u Sloveniji i Hrvatskoj
- Anophthalmus ajdovskanus subsp. haraldianus Daffner, 1992. – prisutna u Sloveniji
- Anophthalmus ajdovskanus subsp. kaplai Daffner, 2000. – prisutna u Sloveniji
- Anophthalmus ajdovskanus subsp. muelleri Jeannel, 1926. – prisutna u Sloveniji
- Anophthalmus ajdovskanus subsp. ajdovskanus Ganglbauer, 1913. – prisutna u Sloveniji

## Vanjske poveznice
- Anophthalmus ajdovskanus (Ganglbauer, 1913), BioLib
- Anophthalmus ajdovskanus (Ganglbauer, 1913), Fauna Europaea
- Anophthalmus ajdovskanus (Ganglbauer 1913), Encyclopedia of Life